# Epigonus crassicaudus
Epigonus crassicaudus är en fiskart som beskrevs av De Buen, 1959. Epigonus crassicaudus ingår i släktet Epigonus och familjen Epigonidae. Inga underarter finns listade i Catalogue of Life.